# چنگکو، شانوی
چنگکو (به لاتین: Chengqu, Shanwei) یک سکونتگاه مسکونی در جمهوری خلق چین است که در شانوی واقع شده‌است.